# Place Duroc
Die Place Duroc ist ein Platz in Pont-à-Mousson im französischen Département Meurthe-et-Moselle.

## Beschreibung
Der Platz ist nach Géraud Christophe Michel Duroc benannt, einem in der Stadt geborenen, ehemaligen Schüler der Königlichen Militärschule Pont-à-Mousson.
Es gibt viel Bausubstanz aus dem 16. bis 20. Jahrhundert. Im Zentrum befindet sich ein Brunnen, der an den Einsatz der amerikanischen freiwilligen Krankenwagenfahrer in Ostfrankreich von 1915 bis 1917 erinnert.
Der Platz hat die Form eines Dreiecks und ist die größte in Lothringen existierende Arkadengruppe aus der Zeit der Renaissance. Mehrere Häuser stehen unter Denkmalschutz und sind als solche klassifiziert.

Place Duroc